# ناتالیا پچونکینا
ناتالیا پچونکینا (روسی: Наталья Печёнкина (Бурда, Чистякова)؛ زادهٔ ۱۵ ژوئیهٔ ۱۹۴۶) دونده اهل اتحاد جماهیر شوروی سوسیالیستی است.